# Goniolithon
Goniolithon, rod crvenih algi, dio potporodice Lithophylloideae. 
Danas se smatra sinonimom za Lithophyllum, ali je unutar njega još šest taksonomski priznatih vrsta.
Njregova tipična vrsta bila je Goniolithon papillosum (Zanardini ex Hauck) Foslie 1898, sinonim je za Lithophyllum papillosum (Zanardini ex Hauck) Foslie

## Vrste
1. Goniolithon decutescens (Heydrich) Foslie ex M.Howe
2. Goniolithon hariotii Foslie
3. Goniolithon intermedium Foslie
4. Goniolithon medioramus J.H.Johnson
5. Goniolithon orotavicum Foslie
6. Goniolithon udoteae Foslie